# Roches Noires (stadsdel)
Roches Noires är en stadsdel i Casablanca i Marocko. Den ligger i den norra delen av landet, 80 km sydväst om huvudstaden Rabat. Roches Noires ligger 18 meter över havet och antalet invånare är 104 310.